# پوثوئلو د آلارکن
پوثوئلو د آلارکن (به اسپانیایی: Pozuelo de Alarcón) یک دهستان در اسپانیا است که در مادرید (بخش خودمختار) واقع شده‌است. پوثوئلو د آلارکن ۴۳٫۲ کیلومتر مربع مساحت دارد.

## خواهرخوانده
شهرهای پوزنان و ایسی-له-مولینو خواهرخوانده‌های پوثوئلو د آلارکن هستند.